# Haagbeukblaasmijnmot
De haagbeukblaasmijnmot (Phyllonorycter esperella) (Syn. Tinea esperella, Lithocolletis carpinicolella en Tinea quinnata) is een vlinder uit de familie mineermotten (Gracillariidae). De wetenschappelijke naam is voor het eerst geldig gepubliceerd in 1783 door Goeze.

## Kenmerken
De kleine mineermot heeft een spanwijdte van 7 tot 9 mm. De vleugels zijn beige met een witte tekening.
Opvallender zijn de blaasmijnen die gemaakt worden door de larven. Ze beginnen als ronde zilverwitte vlek aan
beide kanten van een zijnerf van de bovenkant van het blad en naarmate de larve meer groeit en eet, wordt 
de bladmijn onregelmatiger van vorm.

## Leefwijze
De larve leeft in een bladmijn in de bladeren van haagbeuk (Carpinus betulus) of Europese hopbeuk (Ostrya carpinifolia). Volwassen dieren vliegen van mei tot augustus en er zijn in Europa twee generaties per jaar.

## Leefgebied
De soort komt voor in Europa van Zweden tot de Pyreneeën en van Groot-Brittannië tot Oekraïne. In Nederland is de soort vrij algemeen